# Nederlandse bonte geit

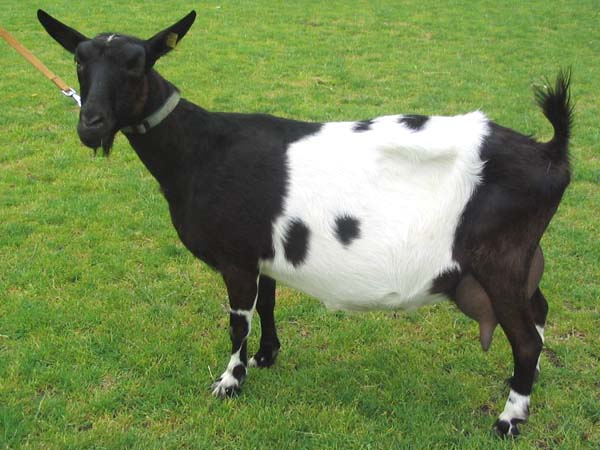
Nederlandse bonte geit

De Nederlandse bonte geit is een Nederlands geitenras. De geit stamt af van de koebonte Zeeuwse landgeit. Dit was een middelgrote geit met sterk beenwerk, groot weerstandsvermogen en was sober in onderhoud. Om de melkproductie te verhogen, werd de landgeit begin 1900 gekruist met de saanengeit.
Vanaf 1970 waren er bijna geen bonte geiten meer in Nederland. Enkele geitenhouders begonnen bonte geiten aan te houden met als doel dit ras te behouden en te verbeteren in type en productie. Hierbij werd de Nederlandse witte geit als voorbeeld en soms als bloedverversing gebruikt. Het stamboek voor de Nederlandse bonte geit werd in 1980 opgericht.

## Rasstandaard
De Nederlandse bonte geit is een hoogbenige, ruim gebouwde, gerekte melkgeit, waarvan de lichaamsdelen in goede verhouding tot elkaar in ontwikkeling staan. De geit dient voldoende wigvorm te tonen, in combinatie met een ruime en goed gevormde uier. De Nederlandse bonte geit komt zowel gehoornd als ongehoornd voor. De geit heeft een schofthoogte van ongeveer 75 centimeter en de bok 90 centimeter.
Er waren eerst drie kleurslagen: zwartbont, bruinbont en blauwbont. Later werd besloten alleen tweekleurige dieren in zwartbont en bruinbont met scherpe aftekening te accepteren. Langharigheid en kleurafwijkingen komen vrijwel niet meer voor in de stamboekfokkerij.

## Eigenschappen
De Nederlandse bonte geit heeft een hoge melkproductie, waardoor de geit niet alleen voor de hobby maar ook in de professionele melkveehouderij gehouden wordt. Ze geeft tussen de 3 en 5 liter melk per dag. Ze kunnen een jaarproductie (ongeveer 300 dagen) halen van meer dan 1500 kg melk. Sommige geiten geven zelfs meer dan 10.000 kg melk tijdens hun leven.

## Zeldzaamheid
In 2017 waren er 640 volwassen vrouwelijke dieren ( ≥ 1 jaar). De inteelttoename per generatie is 0,50 – 1,00%. Op de website van het Centrum voor Genetische bronnen Nederland (CGN) worden de actuele aantallen bijgehouden.
Volgens de normen van de FAO is het ras bedreigd maar wel stabiel.